# Weismichsbach
Der Weismichsbach (auch Weißbach oder Weissenbach) ist ein rechter Zufluss des Birkigsbachs im hessischen Main-Kinzig-Kreis und im Nordwestlichen Spessartvorland.

## Name
Der Bach wurde erstmals im Jahr 1372 („an der Wyszenbach“) urkundlich erwähnt. Der ursprüngliche Name *Wīzenbach bedeutet „(am) weißen Bach“. Mit der Zeit wurde der Name zu Wīzembach assimiliert und zu *Wīzmech abgeschwächt. Letztlich wurde hyperkorrekt die Endung -bach hinzugefügt.

## Geographie

### Verlauf
Der Weismichsbach entspringt zwischen Lützelhausen und Bernbach, am Gewerbepark Birkenhain. Er fließt nach Südwesten, vorbei an einigen Weihern, wo er die früher bestehende Trasse der Freigerichter Kleinbahn unterquerte. Westlich von Bernbach kreuzt er die Landesstraße 3269 und mündet in den Birkigsbach.

### Zuflüsse
- Landersgraben (links)[4]
- Wingertsbach (links) 
  - Backesbach (links) 
    - Graben an der Judengasse (links)
      - Graben am Veronikaweg (rechts)

### Flusssystem Kinzig
- Fließgewässer im Flusssystem Kinzig